# 15630 Disanti
15630 Disanti eller 2000 HT56 är en asteroid i huvudbältet som upptäcktes den 24 april 2000 av LONEOS vid Anderson Mesa Station. Den är uppkallad efter Michael A. DiSanti.
Asteroiden har en diameter på ungefär 4 kilometer.